# Libmanan
Libmanan ist eine philippinische Stadtgemeinde. Sie liegt im südöstlichen Teil der Insel Luzon in der Bicol-Region in der Provinz Camarines Sur etwa 255 km südöstlich von Manila und etwa 35 km von der Stadt Naga. Die Gemeinde liegt an der Küste des Golfes von Ragay.
Sie grenzt im Nordosten an die Stadtgemeinde von Cabusao, im Südosten an Teile der Stadtgemeinden von Pamplona und von Canaman, im Nordwesten an die Stadtgemeinde von Sipocot, und im Südwesten an die Stadtgemeinde Pasacao. Es wird Bikolano, Filipino/Tagalog und Englisch gesprochen.
Ein großer Teil der Bevölkerung lebt vom Reisanbau, es werden aber auch Zuckerrohr und Mais angebaut.
Libmanan ist Sitz des Bistums Libmanan. Eine regelmäßige Eisenbahnverbindung besteht zwischen Manila und Libmanan, sie wird von der Philippine National Railways betrieben. Der Libmanan-Caves-Nationalpark wurde zum Schutz der zahlreichen Höhlensysteme in der Gemeinde etabliert.

## Barangays
Libmanan ist unterteilt in 75 Barangays.
| - Aslong - Awayan - Bagacay - Bagadion - Bagamelon - Bagumbayan - Bahao - Bahay - Beguito Nuevo - Beguito Viejo - Begajo Norte - Begajo Sur - Bikal - Busak - Caima - Calabnigan - Camambugan - Cambalidio - Candami - Candato - Cawayan - Concepcion - Cuyapi - Danawan - Duang Niog | - Handong - Ibid - Inalahan - Labao - Libod I - Libod II - Loba-loba - Mabini - Malansad Nuevo - Malansad Viejo - Malbogon - Malinao - Mambalite - Mambayawas - Mambulo Nuevo - Mambulo Viejo - Mancawayan - Mandacanan - Mantalisay - Padlos - Pag-Oring Nuevo - Pag-Oring Viejo - Palangon - Palong - Patag | - Planza - Poblacion - Potot - Puro-Batia - Rongos - Salvacion - San Isidro - San Juan - San Pablo - San Vicente - Sibujo - Sigamot - Station-Church Site - Taban-Fundado - Tampuhan - Tanag - Tarum - Tinalmud Nuevo - Tinalmud Viejo - Tinangkihan - Udoc - Umalo - Uson - Villasocorro - Villadima (Santa Cruz) |

## Söhne und Töchter der Stadt
- Mark Harry Diones (* 1993), Leichtathlet